# Förklädd gud (skulptur)
Förklädd gud är en skulptur av brons, gjord av Lena Lervik och placerad vid Åkers kanal i Åkersberga. 
Skulpturen fick sin plats 2017. Den är 140 centimeter hög och föreställer en flöjtspelande pojke och ett lamm. Skulpturens namn anspelar på den grekiska gudasagan från antiken där guden Apollon som straff fick vandra förklädd bland människor på jorden. Sagan har fått poetisk form i Hjalmar Gullbergs dikt Förklädd Gud från 1933, där gud tänkes uppenbara sig som en flöjtspelande person.